# Chewton Keynsham
Chewton Keynsham – wieś w Anglii, w hrabstwie ceremonialnym Somerset, w dystrykcie (unitary authority) Bath and North East Somerset. Leży 9 km na południowy wschód od miasta Bristol i 166 km na zachód od Londynu.